# Hassan Hakizimana
Hassan Hakizimana (ur. 26 października 1990 w Bużumburze) – burundyjski piłkarz występujący na pozycji lewego obrońcy.

## Kariera klubowa
Hakizimana karierę rozpoczynał w 2007 roku w zespole Atlético Olympic FC z Ligue A. Na początku 2009 roku został wypożyczony do tureckiego Giresunsporu z 1. Lig. Nie rozegrał tam jednak żadnego spotkania, a po zakończeniu sezonu 2008/2009 wrócił do Atlético. W 2011 roku zdobył z nim mistrzostwo Burundi. W 2014 roku zakończył karierę.

## Kariera reprezentacyjna
W reprezentacji Burundi Hakizimana zadebiutował 25 marca 2007 roku w przegranym 0:1 meczu kwalifikacji do Pucharu Narodów Afryki 2008 z Botswaną. Od 2007 do 2014 rozegrał w kadrze narodowej 44 mecze i strzelił 1 gola.